# Schneidemaskierfilm
Der Schneidemaskierfilm, auch Rot- oder Ulanofolie, diente in der analogen (handwerklichen) Druckvorstufe zum figürlichen und rechteckigen Freistellen von Bildern in der Reprofotografie und Reproduktionstechnik. Der Schneidemaskierfilm besteht aus einer roten Folie und einer transparenten Unterlage. Die Freistellmasken wurden mit einem Skalpell leicht in die rote Membrane eingeritzt, so dass die Unterlage nicht durchgeschnitten wurde. Anschließend wurde die rote Membrane von den transparenten Partien abgelöst. Die eigentliche Freistellung erfolgt im Kontaktkopiergerät bzw. in der Druckplattenkopie durch Nachbelichtung des freizustellenden Negativs oder Positivs mit Hilfe der Freistellmaske und einer Pass- oder Registerleiste.